# Amor propio (película)
Amor propio es una película española dirigida por el director Mario Camus y estrenada en el año 1994. Está protagonizada por Ramón Langa, Antonio Resines, Verónica Forqué, Anabel Alonso, Ana Duato, Fernando Valverde, Irene Bau, Carlos Ballesteros, Helio Pedregal y Arsenio Corsellas entre otros. Se trata de una comedia de estafas bancarias y engaños, inspirada en la historia real de un director de una sucursal bancaria en Santander, y que protagonizó en 1991 uno de los mayores robos de la historia española.

## Argumento
Juana (Verónica Forqué), está casada con Simón (Antonio Valero), quien es el director de una sucursal bancaria en Santander y planea un robo. Es entonces cuando Juana se ve sorprendida al descubrir que su marido planeaba huir con su amante Maribel (Anabel Alonso) aunque es Simón el que desaparece sin dejar huella y todo hace pensar que huye con el dinero de toda su clientela. Juana, quien no sabía nada de la doble vida de su marido, de pronto se ve envuelta en presiones de los directivos del banco, vigilancia de la policía y amenaza por parte de los que han sido estafados por Simón. Sin embargo, la en principio pusilánime Juana prepara una venganza contra todos aquellos que la han menospreciado y han jugado con su amor propio.

## Reparto
- Verónica Forqué - Juana Miranda
- Antonio Resines - Enrique Miranda
- Fernando Valverde - Hilario Lanza
- Anabel Alonso - Maribel
- Carlos Ballesteros - Borja
- Helio Pedregal - Julio
- Ramón Langa - Hombre Sonrisa
- José Jordá - Tío Oscar
- Juan Perucho - Juez
- Carola Manzanares - Isabel
- Ana Duato - Ayudante Del Juez
- Arsenio Corsellas - Presidente
- Antonio Valero - Simón
- Rubén Tobías - Cliente 1 Del Banco
- Rosa Campillo - Secreria Del Presidente
- Rosa María Mateo - Herself
- José Sacristán - Camarero
- Vicente Genovés - Policia
- Irene Bau - Periodista TV
- Gonzalo Baz - Mozo
- María Luz San Juan - Cliente 2 Del Banco
- José Manuel De La Puente - Comisario
- Antonio Seigner - Andrés
- Paco Hernández - Inspector
- José Manuel Martín - Quico[3]

## Rodaje
El rodaje tuvo lugar en las ciudades de Santander y Madrid, entre el 12 de enero de 1994 a 1 de Marzo de ese mismo año.

## Lanzamiento
Calificación por edades
Calificada en España para mayores de 13 años.
Estreno
La fecha del preestreno en España es el 15 de julio de 1994. Su estreno es en septiembre de ese mismo año.
Recaudación
La recaudación obtenida de la película Amor Propio ha sido de 463.211,33 euros.